# Parque natural de las Lagunas de Ruidera
El parque natural de las Lagunas de Ruidera es un espacio natural protegido y una de los grandes humedales de importancia situado en la comunidad autónoma española de Castilla-La Mancha. Forman el parque natural un conjunto de dieciséis remansos o lagunas fluviales a lo largo del valle del Guadiana Viejo, como continuación del río Pinilla por su afluencia sureste, y por su afluencia noreste a lo largo del Arroyo Alarconcillo; separados y conectados entre sí por barreras de formación tobácea o travertino. La diferencia de altura entre ellos hace que el agua discurra por arroyos, cascadas y saltos, de una a otra laguna. Aunque obra humana, el embalse de Peñarroya se integra también en el parque, por su aportación a la gestión de los recursos hídricos. Estas lagunas fluviales, desde el punto de vista hidrológico-estructural, se clasifican dentro de los hidrohumedales de descarga.
El parque natural se encuentra repartido entre los municipios de Argamasilla de Alba, Ruidera, Alhambra (sin lagunas), Ossa de Montiel y Villahermosa. Dentro de los límites del parque se encuentran también el castillo de Peñarroya, las ruinas del castillo de Rochafrida, la cueva de Montesinos (donde desciende Don Quijote en la novela del mismo nombre) y la casa del Rey en el pueblo de Ruidera.

## Génesis y características

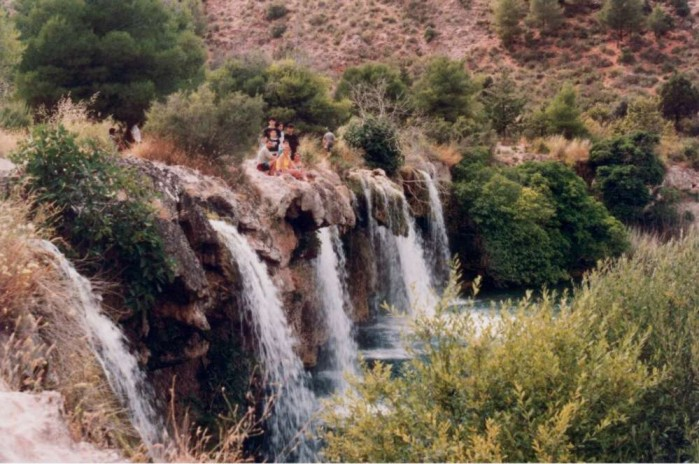
Salto en cascada desde la laguna Santos Morcillo a la Batana

Más que de verdaderas lagunas, se trata de remansos motivados (según el modelo más extendido, entre otros) por grandes colapsos del cauce fluvial por fenómenos kársticos de una sucesión de dolinas conectadas separadas y relacionadas entre sí por barreras de formación tobácea, que forman cascadas y arroyuelos que enlazan cada una de estas lagunas con la siguiente inferior, salvando un desnivel de más de 140 metros para unos 18 km (laguna Blanca: cota 870 m; embalse de Peñarroya: cota 730 m).
Como formación artificial aparte dentro de este mismo parque natural, también se incluye al embalse de Peñarroya. De estos "remansos", sólo la laguna Taza (drenada artificialmente) y la laguna Blanca podrían considerarse como verdaderas lagunas, es decir, separadas de la corriente fluvial junto a las márgenes. La laguna Blanca, donde desemboca el río Pinilla, a veces se comporta como "charca o laguna manantial", cediendo, en épocas extraordinarias, aguas surgentes.
La extensión de las lagunas es generalmente pequeña (800 m x 250 m), salvo alguna excepción, como la laguna San Pedro o la laguna Colgada (esta última es considerada como un lago, por su mayor extensión). Las lagunas se disponen de una manera escalonada a lo largo del perfil longitudinal, y un edificio de barrera travertínica cierra, a modo de represa natural, cada una de ellas. Siguiendo el curso fluvial ascendente para cada una de éstas, las lagunas tienen los nombres de la tabla siguiente:

## Aspectos geológicos y geomorfológicos

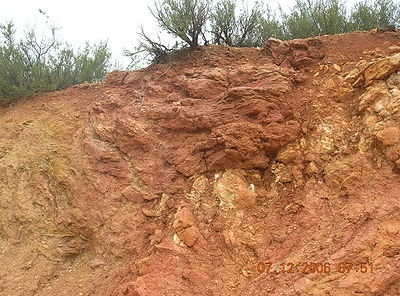
Formación de "carniolas", calizas dolomíticas masivas de color carne, típicas del acuífero basal del Sistema 24 "Campos de Montiel" (rauwackas del Lías Inferior).

El parque natural de las Lagunas de Ruidera se enclava a lo largo de una amplia superficie de erosión que arrasa los materiales mesozoicos que delimitan por el sur a la región manchega, dentro de la comarca del Campo de Montiel. Esta unidad morfoestructural ofrece unos rasgos geológicos y geomorfológicos bastante monótonos, consistentes en un potente conjunto tabular de calizas dolomitizadas bastante fisuradas/karstificadas (en parte milonitizadas) del Jurásico Inferior (Lías), de aspecto oqueroso y de color carne (carniolas jurásicas), de más de 200 metros de espesor, a este tipo de rocas "cataclásticas intraformacionales" también se le ha llamado "rauhwackas o rauwackas"; éstas se apoyan sobre los estratos tabulares de areniscas y margo-yesíferos rojizos y “abigarrados” del Trías Keuper.
Por debajo de la formación tabular triásica se pueden encontrar también algunos afloramientos aislados de unas cuarcitas muy duras de aspecto cremoso, atravesados por filones de pórfidos, pertenecientes al Paleozoico Inferior (Ordovícico), que a diferencia de las rocas mesozoicas tabulares (no plegadas), estas cuarcitas proceden de un plegamiento de la orogenia hercínica, que posteriormente sufrieron una superficie de erosión continental (Pérmico), y un hundimiento hacia una plataforma litoral (precipitación de carbonatos del Jurásico).
Desde el punto de vista morfoestructural, las formaciones mesozoicas (Jurásico + Trías Keuper) del Campo de Montiel ofrecen una disposición más o menos horizontal (tabular o subhorizontal) de la plataforma margo-carbonatada típica del Campo de Montiel. Pero sobre esta superficie, es característico también la presencia de unos cerros de cimas planas (oteros y páramos), principalmente establecidos para relieves de las margas y areniscas del Trías Keuper (generalizados en el sector de Alhambra); o redondeados (cabezos), para las formaciones jurásicas con o sin, "cerros de rañas" del Plioceno. Estas morfologías son el resultado de varias superficíes de erosión que se han desarrollado sobre la estructura del Campo de Montiel. Se ha concretado la existencia de hasta tres superficies erosivas vinculadas para distintos intervalos del periodo Terciario.

## Características de las masas de agua

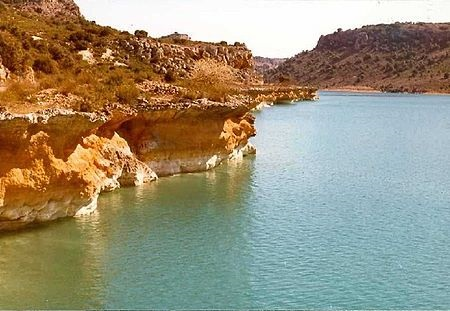
Acantilados de travertino en los bordes de la laguna Lengua.

Existe un neto contraste entre las lagunas altas, medias y bajas. Las lagunas altas se consideran laguna Blanca, Concejo, Tomilla y Tinaja, correspondientes al tramo que se prolonga en la vertiente del río Pinilla. Se trata de masas de agua con lechos muy encarrizados (carrizos, espadañas, etc.) y encenagados, que generan enrevesados laberintos fluviales, hábitats ideales para aves acuáticas, anfibios e incluso mamíferos.
Las lagunas medias se inician en la confluencia del arroyo Alarconcillo con la Lagua de San Pedro, y sus rasgos son muy diferentes a las altas. Son masas de agua con láminas muy abiertas a la vegetación (restringida en todo caso a las márgenes) y presencia de barreras travertínicas, con cascadas y rápidos más o menos funcionales. Existen taludes y acantilados tobáceos en los bordes, con morfología típica en voladizo (generalmente, con escasa vegetación acuática en los bordes). La mayor profundidad de los lechos condiciona las más bellas tonalidades de un azul-verdoso. Por debajo de las láminas de agua se dan asentamientos escalonados de una serie de plantas acuáticas, cuya organización y densidad siguen las pautas de la máxima y mínima luminosidad. Estas lagunas, que se extienden desde la confluencia del río Pinilla con el arroyo Alarconcillo hasta Ruidera, son laguna de San Pedro, Redondilla, Lengua, Salvadora, Santos Morcillo, Batana, Colgada y laguna del Rey.
Las lagunas bajas ofrecen un aspecto distinto. De menor tamaño, ausencia de barreras funcionales, cascadas o rápidos, inexistencia de acantilados en los bordes, lechos de escasa profundidad, pero fundamentalmente cuerpos cenagosos que a diferencia de las lagunas “altas” presentan escaso aporte hídrico.

## Caracteres hidrológicos/hidrogeológicos

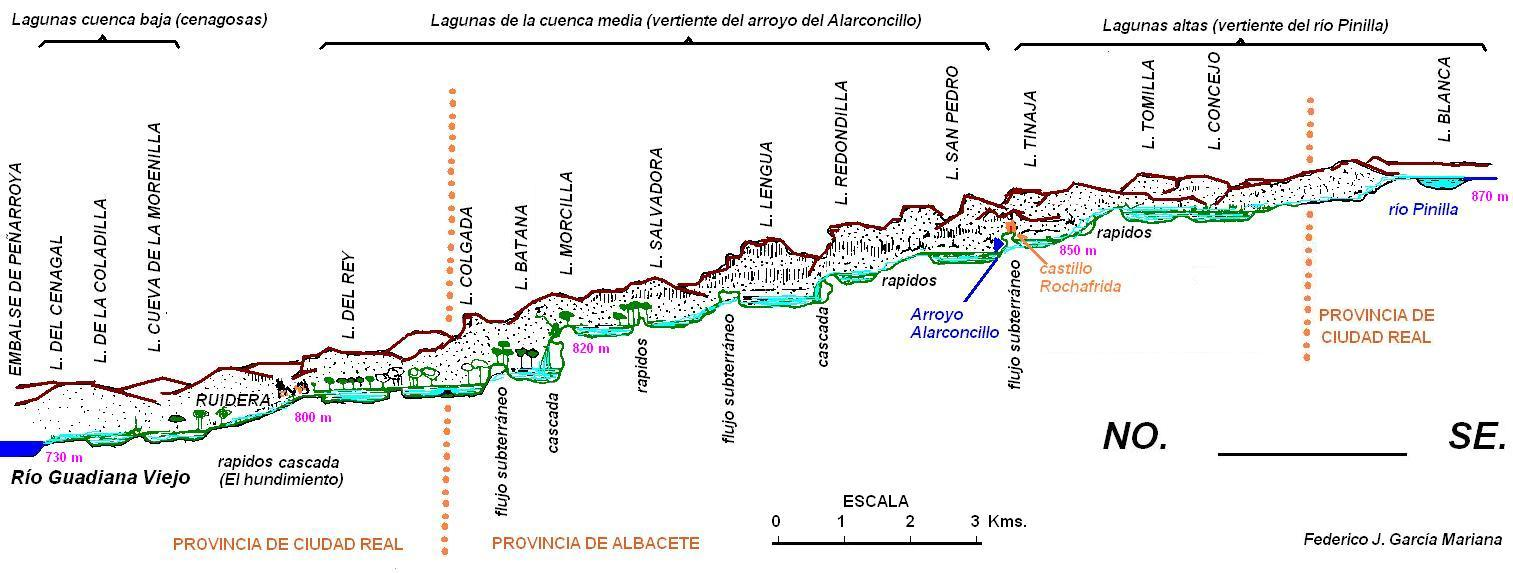
Esquema funcional del hidrohumedal de la Lagunas de Ruidera. Aportes superficiales y subterráneos

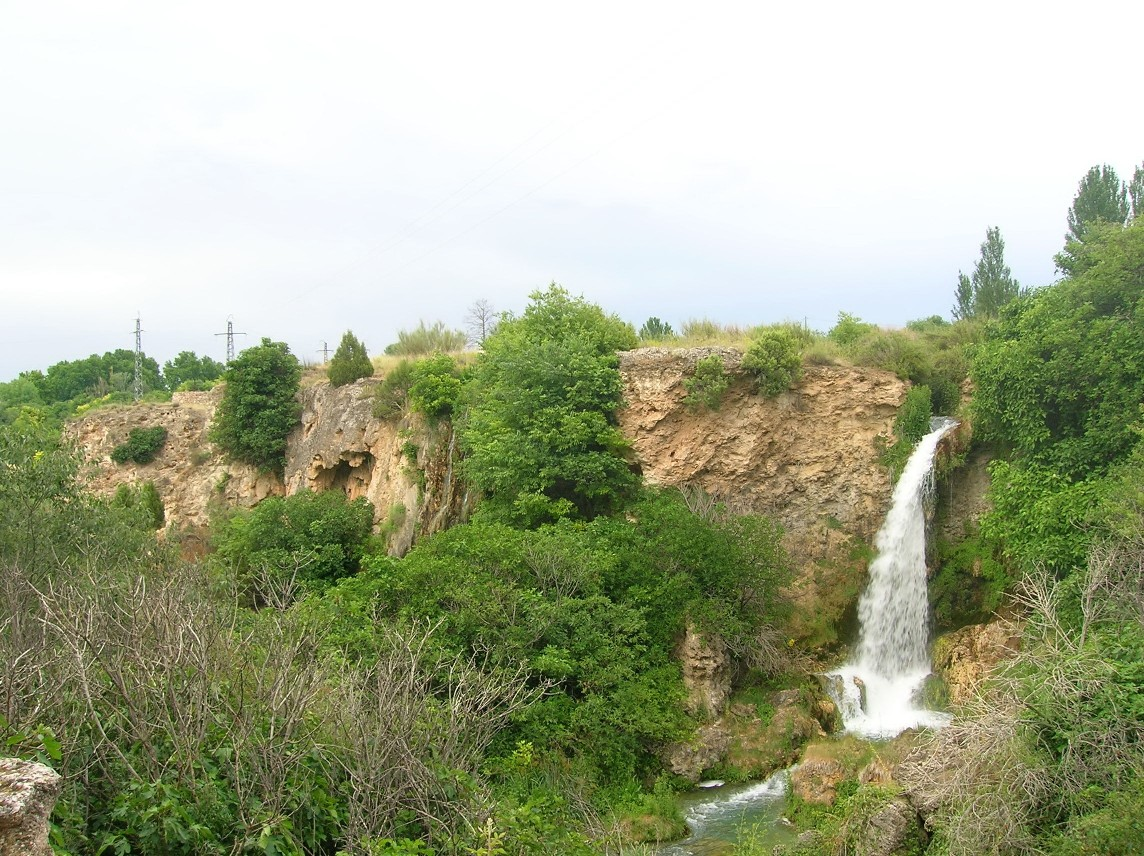
"El Hundimiento": cascada desde la laguna del Rey a la laguna Cueva Morenilla

Desde un punto de vista ambiental o ecológico, las lagunas de Ruidera representan un sistema de lagunas fluviales dentro de lo que se ha definido como un hidrohumedal de descarga. Las lagunas se configuran, además, entre dos ramas o cuencas vertientes, para la zona de la cuenca alta: la rama que se prolonga desde la laguna Blanca con el río Pinilla (laguna Blanca, Conceja, Tomilla y Tinaja); y la rama del arroyo Alarconcillo,desde la Laguna de San Pedro, que genera el resto del cauce morfológico principal.
Por otra parte, aunque se trata de lagunas fluvio-lacustres, bien es verdad que en épocas de sequías las aguas permanecen en superficie estáticas (entonces, con sólo flujo subterráneo), y entonces, estos hidrohumedales de descarga se transforman en hidrohumedales de tránsito hidrogeológico. Por lo que sus volúmenes de agua son variables, en función de la pluviometría, llegando alguna de ellas a secarse en épocas de sequía (p.ej. la laguna Blanca o la laguna Redondilla). Las lagunas más extensas presentan profundidades mayores, posiblemente de 15-20 m; sin embargo se han llegado a citar profundidades de hasta 40 m para la Laguna Colgada.
Como particularidad se puede añadir que un estudio actual sobre la volumetría de la máxima capacidad de todas las lagunas llenas da una cifra de unos 23,06 hm³, capacidad superior a la de muchos de los embalses medianos de España. Por otra parte, el caudal medio plurianual a la altura del puente de Ruidera aportado por las lagunas (incluido el canal de desagüe) es de unos 3,5 m³/s, el cual se ha visto disminuido en los últimos años de modo significativo.

## Aspectos sociales y ambientales

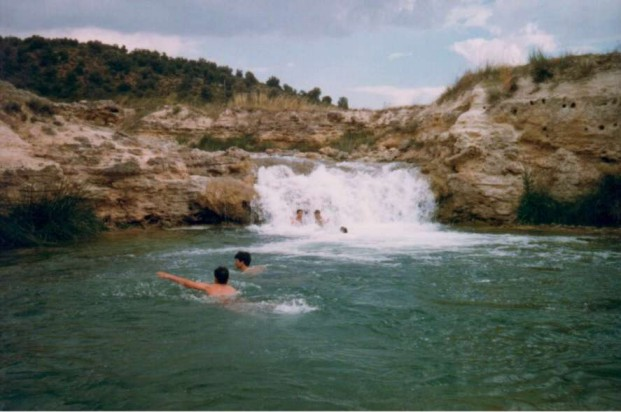
Paraje llamado la "Plaza de Toros": cascada situada en el curso de la corriente del arroyo de la laguna Tomilla la Tinaja

Las lagunas de Ruidera han sido escenario del rodaje de la película Miguel y William, producción hispano-inglesa sobre la vida de Cervantes y Shakespeare, así como de la película El Capitán Trueno.

## Municipios comprendidos
El parque natural se encuentra repartido entre los municipios de Ruidera, que cuenta con 4,5 de las 15 lagunas, Argamasilla de Alba, Alhambra y Villahermosa que cuenta con una laguna, de las comarcas de La Mancha y el Campo de Montiel en la provincia de Ciudad Real, y Ossa de Montiel, de la comarca de la Sierra de Alcaraz, y Campo de Montiel en la de Albacete. Ossa de Montiel (Albacete) cuenta con 9,5 de las 15 lagunas. Esto sucede porque la laguna Colgada está dividida por el límite provincial, estando una mitad en la provincia de Ciudad Real y su otra mitad en la de Albacete.

## En la literatura
La cueva de Montesinos es el lugar donde Cervantes hizo descender a Don Quijote. El paraje fue también visitado por Azorín, partiendo de la estación de ferrocarril de Alcázar de San Juan. También es mencionado en El viaje de Don Quijote (2016), de Julio Llamazares.